# Dilobocondyla

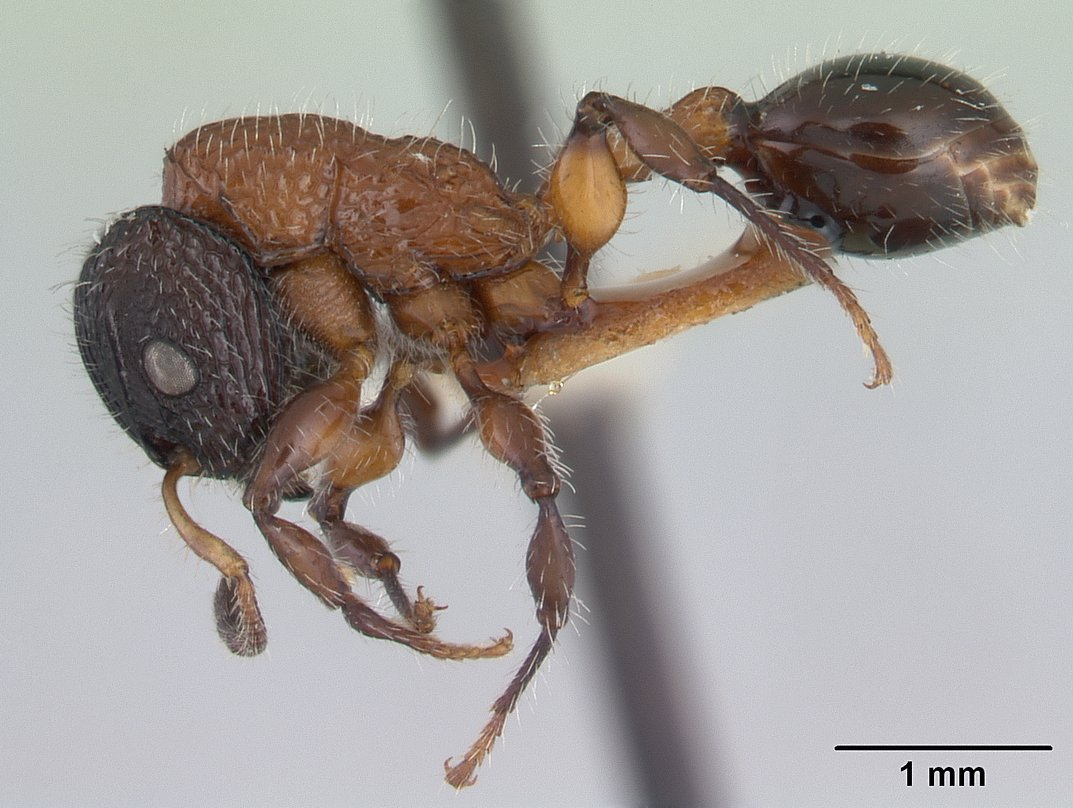
Dilobocondyla fouqueti

Dilobocondyla  (лат.) — род мелких муравьёв (Formicidae) из подсемейства Myrmicinae.

## Распространение
Юго-восточная Азия.

## Описание
Мелкие муравьи (длина около 4—5 мм) коричневого цвета; у некоторых видов брюшко или грудка более светлые, рыжеватые. Усики самок и рабочих 12-члениковые (у самцов 13-члениковые), булава 3-члениковая. Формула щупиков (нижнечелюстные и нижнегубные): 4,3 или 3,3. Жвалы бороздчатые, с 6 зубцами на жевательном крае. Голова массивная, задние боковые края угловатые. Пронотум с боковыми зубцами на плечевых выступах. Заднегрудка невооружённая, без проподеальных зубцов или шипиков. Стебелёк между грудкой и брюшком состоит из двух члеников: петиолюса и постпетиолюса (последний четко отделен от брюшка), жало развито, куколки голые (без кокона).

## Систематика
Около 20 видов. Род относится к трибе Formicoxenini. Ранее (до 1994 года) их относили к трибе Myrmecinini (Wheeler, W.M. 1922; Bolton, 1994, 1995).
- Dilobocondyla borneensis Wheeler, 1916
- Dilobocondyla carinata  Zettel & Bruckner, 2013
- Dilobocondyla cataulacoidea (Stitz, 1911)
- Dilobocondyla chapmani Wheeler, 1924
- Dilobocondyla didita (Walker, 1859)
- Dilobocondyla eguchii  Bharti & Kumar, 2013
- Dilobocondyla fouqueti Santschi, 1910
- Dilobocondyla fulva Viehmeyer, 1916
- Dilobocondyla gaoyureni  Bharti & Kumar, 2013
- Dilobocondyla gasteroreticulata  Bharti & Kumar, 2013
- Dilobocondyla karnyi Wheeler, 1924
- Dilobocondyla oswini  Zettel & Bruckner, 2013
- Dilobocondyla propotriangulata  Bharti & Kumar, 2013
- Dilobocondyla rugosa  Zettel & Bruckner, 2013
- Dilobocondyla sebesiana Wheeler, 1924
- Dilobocondyla selebensis (Emery, 1899)typus
- Dilobocondyla silviae  Zettel & Bruckner, 2013
- Dilobocondyla yamanei  Bharti & Kumar, 2013
- Другие виды